# Mauricio Electorat
Mauricio Electorat, né en mai 1960 à Santiago au Chili, est un écrivain et poète chilien.

## Biographie
Il fait ses études primaires et secondaires au Lycée français de Santiago (Antoine de Saint Exupéry). En 1981, après deux années d'études en journalisme et en littérature à l'université du Chili, il s'installe à Barcelone. Il poursuit ses études à l'université de Barcelone et obtient un diplôme en philologie hispanique. De 1987 à 2005, il vit à Paris. De retour au Chili après cette date, il enseigne la littérature à l'Université Diego Portales et tient la chronique littéraire du journal conservateur El Mercurio. Il dirige également des ateliers d'écriture.
Comme écrivain, il publie d'abord deux recueils de poésie en 1987 et 1989, puis un roman policier, Le Paradis trois fois par jour (El Paraíso tres veces al día), en 1995.
Près de dix ans plus tard, en 2004, il signe Sartre et la Citroneta (La burla del tiempo), roman où il évoque, par le truchement de son héros, ses souvenirs de militant étudiant contre la dictature de Pinochet dans les années 1980, mais aussi la difficile réconciliation avec ceux qui l'ont dénoncé, alors que le pays déchiré alors par des camps politiques opposés n'existe plus. Ce roman obtient le prix Biblioteca Breve.

## Œuvre

### Romans
- El Paraíso tres veces al día (Santiago, Planta, 1995). Premio Municipal de la Ciudad de Santiago, Premio del Consejo del Libro y la Lectura a la mejor novela publicada en 1995.  Publié en français sous le titre Le Paradis trois fois par jour, Paris, Gallimard, Série noire no 2491, 1998  (ISBN 2-07-074802-2)
- La burla del tiempo (2004) (Seix Barral, Barcelona). Premio Biblioteca Breve 2004, Premio del Consejo Nacional del Libro y la Lectura a la mejor novela publicada en 2004.  Publié en français sous le titre Sartre et la Citroneta, Paris, Éditions Métailié, Bibliothèque hispano-américaine, 2005  (ISBN 2-86424-548-5), Prix de la traduction Rhône-Alpes, 2005.
- Las islas que van quedando (Alfaguara, Santiago, 2009). Premio del Consejo Nacional del Libro y la Lectura a la mejor novela publicada en 2009.
- No hay que mirar a los muertos (Ediciones Tajamar, Santiago, 2017)
- Pequeños cementerios bajo la luna (Alfaguara, Santiago, 2018 - Alfaguara, Madrid, 2019). Premio de la Academia Chilena de la Lengua.
- Petits cimetières sous la lune (Éditions Métailié, Paris, 2020)

### Poésie
- Un buey sobre mi lengua (1987)
- Fuerte mientre lorando (1989)

### Nouvelles
- Nunca fui a Tijuana y otros cuentos (Editorial Cuarto Propio, Santiago,  2000).
- Alguien soñará con nosotros (Ediciones de la Universidad César Vallejo, Lima, 2014). Finaliste du Premio Hispanoamericano de Cuento Gabriel García Márquez.

- La Fin de l’histoire, dans le recueil Tijuana, Paris, Eden Productions, collection Eden noir, 1999  (ISBN 2-913245-14-5)

## Sources
- Claude Mesplède (dir.), Dictionnaire des littératures policières, vol. 1 : A - I, Nantes, Joseph K, coll. « Temps noir », 2007, 1054 p. (ISBN 978-2-910-68644-4, OCLC 315873251)